# Santiago (Rio Grande do Sul)
Santiago ist eine Stadt mit 49.493 Einwohnern (Stand: 2018) im Bundesstaat Rio Grande do Sul im Süden Brasiliens. Sie liegt etwa 450 km westlich von Porto Alegre. Benachbart sind die Orte Bossoroca, Capão do Cipó, Tupanciretã, Jari, Jaguari, Nova Esperança do Sul, São Francisco de Assis, Unistalda und Itacurubi. Ursprünglich war Santiago Teil der Munizipien Itaqui und São Borja.

## Söhne und Töchter (Auswahl)
- Caio Fernando Abreu (1948–1996), Schriftsteller